# خا بنيسان
خا بنيسان (بالسريانية: ܚܕ ܒܢܝܣܢ)‏ أي الأول من نيسان، هو عيد قومي لدى الآشوريين. كما يسمى أحيانا بعيد رأس السنة الآشورية.

## التاريخ
ترجع أصول الاحتفال إلى سكان بلاد الرافدين القدماء الذين كانوا يحتفلون بنفس التاريخ بعيد أكيتو. حيث تم إحياء المناسبة على أساس قومي في منتصف القرن العشرين. كما شهدت نفس الفترة قديما احتفالات مشابهة لدى الفرس والصينيين والإغريق احتفائاً بمقدم فصل الربيع.

## الاحتفالات
يتم الاحتفال عادة عن طريق رقصات ومسيرات في المناطق التي تشكل مركز ثقل للآشوريين كدهوك والقامشلي وسهل نينوى وطور عابدين، كما تنتشر الاحتفالات في مناطق المهجر وخاصة في السويد والولايات المتحدة.
كانت الاحتفالات سابقا محظورة في العراق وسوريا، إلا أن الوضع اختلف بعد سقوط نظام صدام حسين. كما خففت الحكومة السورية من التشديدات الأمنية على المحتفلين بعد صعود بشار الأسد للسلطة، بل وأصبحت لاحقاً تحتفي به بطريقة غير مباشرة من خلال إقامة احتفالات فنية بهذه المناسبة.

## طالع أيضًا
- نوروز
- شم النسيم
- مهرجان الربيع في الموصل